# 未受精卵
未受精卵（みじゅせいらん）とは、産卵されたが受精しなかった卵のことである。無精卵（むせいらん）とも言う。生殖の面では何の意味もないが、いくつかの側面で役に立っている。

## 概説
卵は受精して発生が行われることによって新たな個体となるような配偶子の性格の生殖細胞である。受精が行われない場合、発生は行われないから、その卵にはなんら将来はない。これが未受精卵である。普通は一定期間の後に腐敗する。例えば、キンギョの繁殖を行った場合、ホテイアオイの根に多数の小さな透明の卵が着いているのが見えるが、所々に不透明なものがあれば、それが未受精卵である。それらはすぐにミズカビが生える。ただし、単為生殖の場合は全く別で、未受精卵ではあっても発生が行われて子供が生まれる。
一般には未受精卵は受精することを前提に作られるから、内容的には受精卵と未受精卵に差はない。

## 未受精卵の利用
単為生殖でない動物の場合、一般的には未受精卵は偶然に生じるものであって、役に立たないものである。しかし、それが利用されている例がある。
動物では未受精卵が孵化した幼生の餌になる例が知られる。これはたまたまそうなるのではなく、習性として親がそのように仕向けるものである。たとえば八重山諸島に分布するアオガエル科のアイフィンガーガエルは樹洞の水たまりに産卵するが、孵化した幼生に対して母親は未受精卵を生産し、これを水中に産んで幼生の餌とする。
クモ類は卵を集めて糸でくるみ、卵嚢にする。孵化した幼生はすぐにはここから出てこず、一回の脱皮を行った後に出てくる。その時にいまだに発生が進んでいない卵を食って出てくる例が知られている。このような例は日本でも古くは関口晃一(1943)がアシダカグモで観察しているほか、チリグモ、イエオニグモ、コガネグモなどで観察されており、かなり広い範囲で起こっているらしい。ただし、同一卵嚢中でもすべての幼生が卵を食べる訳ではないらしい。ごく一部に見られる種から、ほとんどの幼生が卵を食べる例まで幅のある観察例がある。メキシコのイエタナグモでは卵を食う幼生の率がとても低いのに対して、近縁のフランス産の種ではほとんどすべての幼生が卵を食っているとの報告例があり、恐らくフランスの種が秋に産卵することから、この場合には孵化時の餌の少なさを補う意味があるとの説もある。
池田博明は、一般にクモにおいては後の産卵ほど受精率が下がるのとこの行動とを結び付け、後の産卵では受精数が減る分だけ幼生が未受精卵を食べる率が上がるから、初期の産卵で小卵多産戦略を、後の産卵では大卵少産戦略を取る、との可能性を挙げている。ただし、クモでは明らかに受精卵を幼生が食べる例も知られ、例えばメガネヤチグモでは先に孵化した幼生が未孵化の卵塊を食ってしまう。

## 鶏卵の場合
現在一般的に生産、販売されている食用の鶏卵は、普通は未受精卵である。受精卵が食用に供される例もあるが、現在日本ではそれは付加価値として認められ、より高値で販売される。

## 未受精卵は生きているか
未受精卵はそのまま放置すれば死ぬものである。例えば金魚の場合、未受精卵は数日のうちに白くなり、ミズカビが生え始める。しかし、一般家庭で消費する鶏卵の場合、冷蔵庫なら二週間程度は保管できるし、その時点でも内部の様子には変化が見られない。これは、一つには卵白などの持つ生体防御の仕組みが有効なままであるのもその理由である。
なお、有精卵はより高い温度の元で活発に発生が進むべきものであり、冷蔵庫ではそれが不可能になるのでむしろ早くに死んでしまい、保存がよくない。